# スリュジャンカII駅
スリュジャンカII駅（スリュジャンカにえき、ロシア語: Станция Слюдянка II）はロシア連邦イルクーツク州スリュジャンスク地区スリュジャンカにある、ロシア鉄道（РЖД）の駅。スリュジャンカにある3つの鉄道駅のひとつで（他はスリュジャンカI駅とリブザヴォド駅）、シベリア鉄道の途中駅、バイカル湖岸鉄道の出発点・終点である。エレクトリーチカ（近郊電車）のみ当駅に停車する。

## 概要
この駅はスリュジャンスク地区スリュジャンカの北西郊外で、クルトゥクとの境に位置している。1949年に建設されている。過去にはシベリア横断鉄道の駅であったが、現在はこの駅からはバイカル湖岸鉄道が出発する。
駅の名前は、その駅が位置する都市の名前に由来し、接尾辞IIは主要駅がスリュジャンカI駅であるために表示されている。

## 歴史
1949年に駅が開業。

## 駅構造
2面12線の地上駅。
東アジア諸国からだけでなく、ロシア極東部からの商品輸送を改善するために、スリュジャンカII駅を改築することが決定された。すでに、駅員向けの3階建ての建物が建てられている。鉄道の拡大と改善も計画されている。約5,000万ルーブルがこのプロジェクトに投資される予定である。

## 駅周辺
イルクーツクから東へ向かって右手200メートルの所に、市営墓地がある。近くには、日の出と考古学的発見で知られる、シャーマン岬という主要な観光スポットのひとつがある。
シベリア横断鉄道と並行して、チタとイルクーツクを結ぶロシア連邦道路R258（かつてのM55バイカル連邦高速道路）が走っている。 バス停「スリュジャンカ・クルトゥク」がある。

## 隣の駅
ロシア鉄道
シベリア鉄道本線
エレクトリーチカ
ヴェールブヌィ駅 - スリュジャンカII駅 - スリュジャンカI駅
バイカル湖岸鉄道
エレクトリーチカ
スリュジャンカI駅（シベリア鉄道本線直通） - スリュジャンカII駅 - 159km駅